# Rifugio di Tête Rousse
Il rifugio di Tête Rousse (in francese refuge de Tête Rousse) è un rifugio situato nel comune di Les Houches (dipartimento dell'Alta Savoia - Francia), in valle dell'Arve, nel massiccio del Monte Bianco (Alpi Graie), a 3.167 m s.l.m.

## Storia

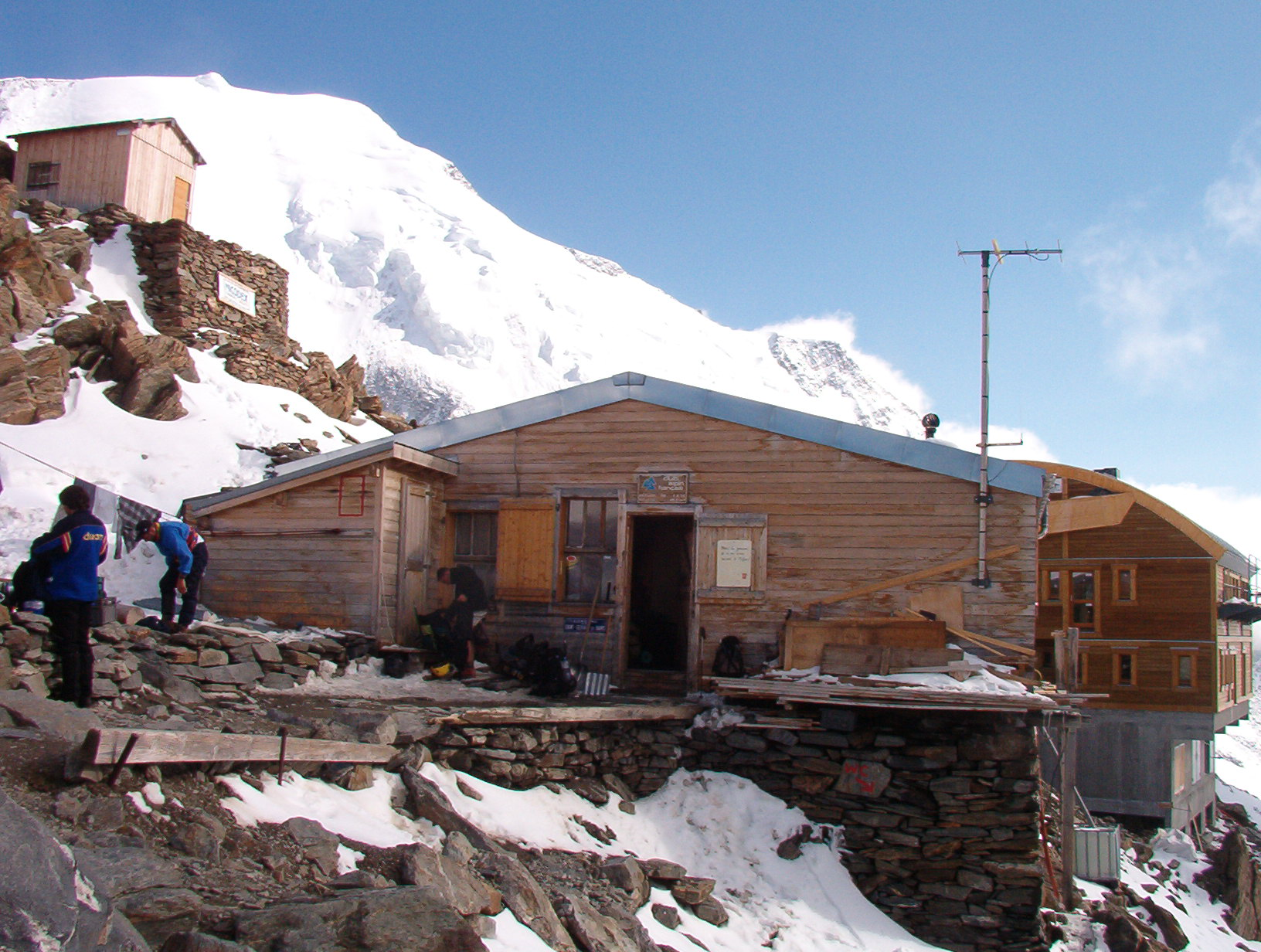
In primo piano il vecchio rifugio; in secondo piano il nuovo.

Il rifugio è stato costruito nel 1936. A fianco del vecchio rifugio è stato inaugurato nel 2005 un nuovo rifugio.

## Caratteristiche e informazioni
Si trova lungo la via normale di salita al Monte Bianco tra la stazione terminale del tramway du Mont Blanc ed il rifugio del Goûter.

## Accessi
Il rifugio è accessibile in circa tre ore dalla stazione Nid d'Aigle del tramway du Mont Blanc.

## Ascensioni
- Aiguille du Goûter -3.863 m
- Dôme du Goûter - 4.306 m
- Monte Bianco - 4.810 m.